# Municipio de San Marcos (Guerrero)
El municipio de San Marcos  es uno de los 85 municipios que conforman el estado mexicano de Guerrero ubicado en la costa de dicha entidad, en la región Costa Chica. Su cabecera es la población de San Marcos.

## Geografía

### Localización y extensión
El municipio de San Marcos se localiza en la costa sursureste del estado de Guerrero, en la región geoeconómica y cultural de Costa Chica; sus coordenadas geográficas son 17°38′ y 17°3′ de latitud norte 99°12′ y 99°38′ de longitud oeste respecto del meridiano de Greenwich. La superficie del municipio cuenta con una extensión territorial total que cubre 960.7 km²; lo que representa un 1.51% respecto a la superficie territorial total del estado.

### Límites municipales
Tiene límites administrativos con los siguientes municipios y/o accidentes geográficos, según su ubicación:
| Noroeste: Juan R. Escudero | Norte: Tecoanapa     | Nordeste: Tecoanapa        |
| Oeste: Acapulco de Juárez  |                      | Este: Florencio Villarreal |
|                            | Sur: Océano Pacífico |                            |

### Orografía e hidrografía
Dentro del territorio municipal de San Marcos, se encuentran dispersos tres tipos de relieve. El más predominante es el accidentado, que se localiza en la porción septentrional del municipio, posee alturas de hasta 750 m s. n. m. y cubre un 50% del territorio. Como parte de este relieve, destacan las elevaciones de los cerros de Monte Redondo, Fraile, Loma Montesa y el Moctezuma. Por otro lado, las zonas semiplanas abarcan un 20% de superficie y poseen altitudes que llegan hasta los 250 m s. n. m.; y las zonas planas, localizadas en la zona meridional del municipio, abarcan un 30% y alcanzan una altitud de 50 m s. n. m. En esta zona se localiza la cabecera municipal San Marcos. La localidad con mayor altura en el municipio es Teguajito que alcanza los 560 m s. n. m. y la comunidad con menor altura es Buena Vista del Sur con tan solo 5 m s. n. m. La cabecera municipal, San Marcos, se sitúa a una altitud de 50 metros sobre el nivel del mar.
El municipio se sitúa en la región hidrológica de Costa Chica-Río Verde y en ella dos recursos hídricos cubren el municipio. La cuenca del Río Nexpa y otros son el más predominante al ocupar en el territorio, mientras que la cuenca del río Papagayo ocupa pequeñas porciones hacia el norponiente y surponiente del territorio. Como recursos hidrológicos de importancia también, destacan las afluentes de los ríos Estancia, Cortés, Chacalapa, tributario de Olicantan y arroyo Las Vigas o Moctezuma. Posee también dos corrientes de los ríos Paraguay y Nexpan que delimitan el municipio con Acapulco de Juárez y Florencio Villarreal, respectivamente. Existen también, dos lagunas denominadas El Canal y Tecomate Pesquería.

### Climatología
Por situarse en una zona tropical, el municipio solo es afectado por el clima de tipo Cálido Subhúmedo con lluvias en verano que cubre todo el territorio por completo, al igual que los municipios vecinos de la región. El régimen de lluvias en el territorio presenta variaciones de 1.200 a 1.500 mm promedio anual, es en las zonas norte y centro donde se presenta más incidencia de precipitaciones pluviales regularmente durante los meses de junio, julio, agosto y septiembre, siendo julio y septiembre los meses con más diluvio.
El clima en el territorio es muy caluroso, pues en la mayor parte de éste se presenta una temperatura media anual promedio de 26 a 28° C, particularmente en la zona costera (sur) y central. En la zona norte del territorio, por poseer mayor altitud, esta temperatura promedio se presenta más baja con variaciones de 22 a 26 °C, específicamente en las porciones norte y noreste. La dirección de los vientos en el municipio es predominante de sureste a noreste.

### Vegetación
El municipio se encuentra dividido en ecosistemas muy dispersos por su situación. La Selva Baja Caducifolia es la que cubre mayoritariamente en el territorio, esta se encuentra diversa en la mayoría del municipio, principalmente en la centro y norte. Otros ecosistemas en muy pequeña proporción destacan los bosques en la zona norte, estos pueden estar compuestos por pino, encino, bosque de Montaña o bosque Templado; también existen pastizales, manglares en la zona costera y áreas bajas fangosas, selva mesófila, así como la Agricultura de Temporal, que al igual que la Selva Baja Caducifolia, cubre gran parte del territorio.
La fauna en el municipio la componen principalmente por especies como el venado, ardilla, conejo, tlacuache, armadillo, iguanas, zorrillos, mapache, tejón, víbora, escorpión, paloma, pericos, gavilán, variedades de pájaros, zopilotes, pichiches, ganzón, gaviotas y zanates. Con respecto a la fauna marítima destacan las mojarras, cangrejos, camarón, tortugas, jaibas, jurel, huachinango, entre otros.

## Demografía

### Población
Conforme al Censo de Población y Vivienda que llevó a cabo el Instituto Nacional de Estadística y Geografía (INEGI) en 2020, el municipio de San Marcos contaba hasta ese año con un total de 50 124 habitantes, de esta cantidad,  25 550 eran hombres y 24 574 eran mujeres. El municipio cuenta con un total de 121 localidades. De ellas solo tres, incluida la cabecera municipal, supera los 2500 habitantes.

### Localidades
En el año 2022 el municipio de San Marcos contaba con 89 localidades.
| Código INEGI      | Localidad          | Población (2020) |
| ----------------- | ------------------ | ---------------- |
| 120530001         | San Marcos         | 13 650           |
| 120530039         | Las Mesas          | 2 803            |
| 120530021         | Las Cruces         | 1 711            |
| 120530036         | Llano Grande       | 1 337            |
| 120530035         | Llano de la Puerta | 1 262            |
| 120530020         | El Cortés          | 1 159            |
| 120530052         | Rancho Viejo       | 1 035            |
| Otras localidades | Otras localidades  | 17 185           |
| Total municipal   | Total municipal    | 40 142           |

## Política y gobierno

### Administración municipal
El gobierno del municipio de San Marcos es administrado por un ayuntamiento, compuesto por un presidente municipal y un cabildo, que a su vez es conformado por un síndico procurador, cuatro regidores de mayoría relativa y dos más por representación proporcional. Todos sus integrantes son electos para un período de tres años no renovables para el periodo inmediato por los pobladores que residen en el territorio municipal. Este evento popular se celebra el primer domingo del mes de octubre el día se ve acompañado en cada batalla con el himno del estado "La iguana". El ayuntamiento entra a ejercer su cargo el día 1 de enero del año de posterior a la elección. Actualmente el municipio es gobernado por el Partido de la Revolución Democrática (PRD) luego de haber triunfado en las elecciones nacionales de 2018.

### Representación legislativa
Para la elección de los diputados locales al Congreso de Guerrero y de los diputados federales a la Cámara de Diputados de México, San Marcos se encuentra integrado en los siguientes distritos electorales:
Local:
- XIII Distrito Electoral Local de Guerrero con cabecera en la ciudad de San Marcos.[15]

Federal:
- VIII Distrito Electoral Federal de Guerrero con cabecera en la ciudad de Ayutla de los Libres.[16]

### Cronología de presidentes municipales
| Período   | Presidente municipal          |
| --------- | ----------------------------- |
| 1969-1971 | Javier Villanueva Chávez      |
| 1972-1974 | Pedro Manzanares Sabino       |
| 1975-1977 | Armando Justo Contreras       |
| 1978-1980 | Isauro Villanueva Cruz        |
| 1981-1983 | José Luis García Damián       |
| 1984-1986 | Juan López Alonso             |
| 1987-1989 | Baltazar Arredondo Hernández  |
| 1990-1993 | José Guadalupe Cuevas Herrera |
| 1993-1996 | Arquimidez Sandoval Vázquez   |
| 1996-1999 | Jaime Heredia Gutiérrez       |
| 1999-2002 | Cantorbey Herrera Lozano      |
| 2002-2005 | Fernando Sotelo del Carmen    |
| 2005-2008 | Armando Bibiano García        |
| 2009-2012 | Arturo Heredia Agatón         |
| 2012-2015 | Gustavo Villanueva Barrera    |
| 2015-2018 | Juan Carlos Molina            |
| 2018-2021 | Tomás Hernández Palma         |
| 2021-2023 |                               |
| 2024-2027 | Misael Lorenzo Castillo       |

## Toponimia
Algunos historiadores afirman que el nombre de este municipio originalmente fue La Estancia; posteriormente, los evangelizadores franciscanos traían consigo la imagen de San Marcos, evangelista debido a esto, la población adopta este nombre para el municipio y su cabecera.

## Historia

### Antecedentes Prehispánicos
En la época prehispánica los nativos denominados yopes habitaron la región Costa Chica, esta raza se derivó de la tribu de los chichimecas, aunque también formaron parte de los pueblos nahuas y estuvieron siempre ligados a los aztecas, después autonombrados mexicas por su origen cultural, como se menciona que anteriormente, residieron en la Costa Chica, en San Marcos y otras poblaciones.

### Antecedentes Coloniales
Con motivo de la conquista española, se dio origen al mestizaje, que es muy característico en el municipio de San Marcos y sus alrededores. Los españoles, con el afán de dominar trataban a los indígenas de la tribu yope, en forma inhumana.
La explotación llegó a tales extremos, que algunos pueblos se alzaron contra el poder colonial; entre estos levantamientos destaca el de los indios yopes de Cuautepec en 1531, quienes atacaron a los indígenas de pozutla, aliados de los españoles. La rebelión pronto se extendió en gran parte de la Costa Chica, llegando hasta el río Nexpa, motivo por el cual los vecinos de San Luis Acatlán abandonaron la villa.
Enterado Cortés de los hechos destacó desde Acapulco a un contingente militar al mando del capitán Vasco Porcallo quien logró pacificar la región, mediante el casi exterminio del pueblo yopes, pues quedaron con vida sólo las mujeres y los niños.
Para evitar nuevos alzamientos, la Corona dispuso que se hiciera esclavo a todo aquel indígena que se revelara, la decisión provocó el despoblamiento de la zona costera.
En vista de la disminución de la población indígena, los españoles trajeron en calidad de esclavos, nativos desde África y el Caribe, para realizar los trabajos más pesados.
Al mencionar a los africanos, indicamos que son característicos también de este municipio, ya que encontramos vestigios y rasgos negroides en la población, principalmente, al sur. Esta raza es derivada del encallamiento de barcos negreros que circulaban estas costas, los cuales además de traer mercancía traían raza de color para trabajar en los cortes de azúcar y diversos plantíos.
La procedencia de los negros que llegaron a Costa Chica, era del puerto oaxaqueño de Huatulco, así como de Atlixco, bajando por la ruta que abrió Mateo Anuz y Mauleón, desde Huamuxtitlán hasta el mar. Aparte de emplearlos en los trabajos del campo, también se afirma, que los trajeron para trabajar de criados y pescadores.

### sigloXIX
En 1821, al consumarse la Independencia, Agustín de Iturbide creó la Capitanía General del Sur, de la cual también formó parte este municipio. Legalmente este municipio fue erigido según decreto del 29 de septiembre de 1885, con cabecera del mismo nombre. Anteriormente se le conoció como Xolutla; después La Estancia y en la actualidad San Marcos.

## Cultura
Fiesta popular
El 25 de abril, se celebran festejos en honor a San Marcos.
Tradiciones y costumbres
Mojigangas, danzas, bailes, fiestas de carnaval.

### Música
La Sanmarqueña obra musical, chilena famosa de Guerrero, que fue compuesta por un sacerdote llamado Emilio Vázquez Jiménez, por el año de 1919, siendo el párroco de San Marcos.

#### Artesanías
El tipo de artesanías que se elaboran, es la cerámica basada en barro y esmalte produciendo cazuelas, ceniceros, tinajas, piñatas, ollas vidriadas y comales de barro.

##### Gastronomía
Comidas
Variedad de platillos entre los más degustados:
- barbacoa de chivo, res y pollo, así como el tradicional porreadillo (huevo con machaca y salsa con mucho picante).
- Región (caldo de frijol con carne, chile, epazote y hueso).
- Frito (mole rojo con menudencia y cabeza de marrano).

Bebidas
El chilate preparado con cacao, arroz, canela, piloncillo y leche. Otra bebida es el agua ardiente que se obtiene mediante el procesamiento de la caña de azúcar, maíz, piloncillo.

## Certamen Nacional
La Lic. Jennifer Vázquez Galeana, Miss Guerrero 2018 originaria del Municipio de San Marcos, quien representó al Estado de Guerrero en el certamen de Miss México 2019. Permaneciendo en las diez finalistas y ganando el primer lugar en Belleza con Próposito con el proyecto Amor por la Montaña, la columna vertebral del concurso. Es la primera sanmarqueña en un Certamen Nacional que lleva a Miss Mundo.